# Saint-Setiers
Saint-Setiers é uma comuna francesa na região administrativa da Nova Aquitânia, no departamento de Corrèze. Estende-se por uma área de 46,78 km². Em 2010 a comuna tinha 292 habitantes (densidade: 6,2 hab./km²).